# 菲爾登鎮區 (明尼蘇達州沃通旺縣)
菲爾登鎮區（英語：Fieldon Township）是位於美國明尼蘇達州沃通旺縣的一個行政鎮區，於1868年設立。

## 地方資料
菲爾登鎮區的面積為92.93平方千米，當中陸地面積為92.57平方千米，而水域面積為0.36平方千米。根據2020年美國人口普查的數據，當地共有人口207人，而人口密度為每平方千米2.23人。